# Pasteur Bizimungu
Pasteur Bizimungu (Gisenyi, 1950) was van 1994 tot 2000 president van Rwanda.
Bizimungu, een Hutu, was familie van de Hutu-president van Rwanda, Juvénal Habyarimana. Nadat Bizimungu's broer, een kolonel in het Rwandese leger, vermoord was, waarschijnlijk in opdracht van het leger, sloot hij zich aan bij het door voornamelijk Tutsi's gedomineerde Front Patriotique Rwandais (FPR) van Paul Kagame, dat tegen het regeringsleger van Habyarimana streed (1990).
Na de dood van president Habyarimana op 6 april 1994 kwam er in Rwanda een radicaler Hutu-bewind aan de macht. Van 9 april tot 19 juli 1994 was Théodore Sindikubwabo interim-president. Deze nieuwe regering stond genocide toe op de Tutsi's en de gematigde Hutu's. Vanuit buurland Oeganda viel het FPR Rwanda binnen. Tijdens de Rwandese Genocide werd de hoofdstad Kigali op 4 juli 1994 ingenomen door het FPR. De extremistische Hutu-regering werd verdreven. Paul Kagame, de bevelhebber van het FPR, installeerde Bizimungu als president van Rwanda. Kagame zelf werd vicepresident en minister van Defensie.
Tijdens het bewind van Bizimungu was Paul Kagame de werkelijke machthebber. Onder Bizimungu ging het geweld tussen de Hutu's en Tutsi's door. Bizimungu, de vicevoorzitter van het FPR, kwam uiteindelijk in conflict met Kagame. In maart 2000 werd hij afgezet en werd Kagame president van Rwanda.
Nadat Bizimungu was afgezet richtte hij de Partij voor Democratie en Vernieuwing op. Hij keerde zich scherp tegen Kagame en diens bewind. De regering beschouwde de Partij voor Democratie en Vernieuwing als een radicale Hutu-partij. In 2002 werd de partij verboden. Bizimungu werd gearresteerd en onder huisarrest geplaatst. In 2004 werd hij tot 15 jaar gevangenisstraf veroordeeld. Hij werd op 6 april 2007 vrijgelaten.
Dominique Mbonyumutwa (voorlopig) · Grégoire Kayibanda · Juvénal Habyarimana · Théodore Sindikubwabo (interim) · Pasteur Bizimungu · Paul Kagame